# Stary Dwór Barciański
Stary Dwór Barciański (deutsch Althof Barten) ist ein kleiner Ort in der polnischen Woiwodschaft Ermland-Masuren und gehört zur Gmina Barciany (Barten) im Powiat Kętrzyński (Kreis Rastenburg).

## Geographische Lage
Stary Dwór Barciański liegt in der nördlichen Mitte der Woiwodschaft Ermland-Masuren, 17 Kilometer nördlich der Kreisstadt Kętrzyn (deutsch Rastenburg).

## Geschichte
Das Gut Althof Barten hieß bis zum 2. Juli 1902 Abbau Platz nach seinem Besitzer Richard Platz. Früher rangierte es unter der Adresse „Barten Nr. 17“ und gehörte bis 1945 zur Stadtgemeinde Barten (polnisch Barciany) im ostpreußischen Kreis Rastenburg. Im Jahre 1905 zählte Althof Barten 81 Einwohner.
1945 wurde Althof Barten in Kriegsfolge mit dem gesamten südlichen Ostpreußen an Polen überstellt und erhielt die polnische Namensform „Stary Dwór Barciański“. Die heutige Siedlung (polnisch Osada) ist in die Landgemeinde Barciany (Barten) im Powiat Kętrzyński (Kreis Rastenburg) eingegliedert, bis 1998 der Woiwodschaft Olsztyn, seither der Woiwodschaft Ermland-Masuren zugeordnet.

## Kirche
Bis 1945 war Althof Barten als Wohnplatz der Stadt Barten in die evangelische Kirche Barten in der Kirchenprovinz Ostpreußen der Kirche der Altpreußischen Union sowie in die katholische Kirche Kętrzyn (Rastenburg) im damaligen Bistum Ermland eingepfarrt.
Heute besteht der Bezug nach Barciany ebenso: zur katholischen Pfarrei Barciany im jetzigen Erzbistum Ermland bzw. zur evangelischen Kirchengemeinde Barciany, jetzt Filialgemeinde der Johanneskirche in Kętrzyn in der Diözese Masuren der Evangelisch-Augsburgischen Kirche in Polen.

## Verkehr
Stary Dwór Barciański liegt südlich einer Straße, die von der Woiwodschaftsstraße 591 (einstige deutsche Reichsstraße 141) bei Barciany über Jegławki (Jäglack) und Kosakowo (Marienthal) zur Woiwodschaftsstraße 650 bei Srokowo führt.
Eine Bahnanbindung besteht nicht mehr. Bis 1945 war Althof Barten Bahnstation an der Bahnstrecke Barten–Gerdauen in der Betriebsführung der Rastenburger Kleinbahnen. Die Strecke wurde in Kriegsfolge aufgegeben.